# 天主教安蒂波洛教区
天主教安蒂波洛教区 （拉丁語：Dioecesis Antipolensis）是菲律賓一個羅馬天主教教區，屬天主教马尼拉总教区。轄區包括黎剎省、馬尼拉大都會的馬利金納市和帕西市的一部分。
2006年有教友2,410,000人、54個堂區、126名司鐸。現任教區主教為嘉俾厄爾‧雷耶斯，輔理主教為方濟·德萊昂。主教座堂為平安航海之后主教座堂。
1983年1月24日升為教區。